# Impedantie
Impedantie kan gezien worden als een complexe weerstand. Het woord komt van het Latijnse impedire, dat hinderen betekent.
Het begrip impedantie wordt in de elektriciteitsleer gebruikt om te rekenen met spoelen en condensatoren die een tijds- en frequentieafhankelijke weerstand hebben. In het algemeen: het is een begrip dat wordt gebruikt in de beschrijving van een lineaire respons op een tijdsafhankelijk signaal. Het vindt in een aantal op het oog tamelijk verschillende vakgebieden toepassing:
- In de elektrotechniek voor de beschrijving van frequentieafhankelijk gedrag van elektrische stromen.
- Een vergelijkbare beschrijving geldt voor warmtestromen.
- In de studie van visco-elasticiteit wordt een wiskundig geheel vergelijkbare beschrijving gebruikt voor de beschrijving van trillingen en golven.
- In de akoestiek wordt het weerkaatsen van geluidsgolven ermee beschreven.
- In de mechanica beschrijft de impedantie het verband tussen de kracht op het mechanisch systeem en de bijhorende beweging (verplaatsing, snelheid én versnelling).
- In de thermodynamica speelt de thermische impedantie van een systeem een rol.
- In seismologisch onderzoek ten behoeve van onder andere delfstoffenwinning worden geluidsgolven gebruikt om de bodemstructuur te bepalen. Hier treden brekings- en buigingsverschijnselen op net als bij elektromagnetische golven (licht), waarbij veranderingen van de impedantie vergelijkbaar zijn met de brekingsindex.

Het gemeenschappelijke in vrijwel al deze gevallen is dat het gaat om twee signalen die op lineaire wijze met elkaar samenhangen, waarbij het ene signaal een zogenaamde intensieve parameter is (d.i. een parameter die een toestand weergeeft, zoals een spanning, een elektrische veldsterkte, een temperatuur, een hoogte, een kracht, etc.), terwijl de andere parameter een zogenaamde extensieve parameter voorstelt (d.i. een parameter die een zekere hoeveelheid (uitgebreidheid) weergeeft, zoals een volumestroom (bijvoorbeeld van materie), een elektrische stroom, een magnetische veldsterkte, een warmtestroom, een verplaatsing, etc.). De impedantie is de verhouding tussen de intensieve en de extensieve parameter (en de admittantie tussen de extensieve en de intensieve parameter).

## Admittantie
Het omgekeerde van impedantie is admittantie (Y):
{\displaystyle Y={\frac {1}{Z}}}
De eenheid voor admittantie is de siemens (S).

## Elektriciteitsleer
De elektriciteitsleer duidt met het woord impedantie een veralgemening aan van het begrip weerstand, tot spoelen en condensatoren. Onder de impedantie {\displaystyle Z} van een component verstaat men het quotiënt van de tijdafhankelijke elektrische spanning {\displaystyle U} en de tijdafhankelijke elektrische stroom {\displaystyle I}:
{\displaystyle Z={\frac {U}{I}}}.
Dit is een veralgemening van de wet van Ohm voor een gewone weerstand. Anders dan in dat geval is de impedantie van andere componenten veelal afhankelijk van de frequentie van het aangelegde signaal.
Men zou kunnen zeggen dat de weerstand een soort hindernis voor de stroom vertegenwoordigt en hoe groter deze hindernis is, hoe kleiner de stroom bij een gegeven spanning. Dit geldt evenzeer voor wisselstroom als voor gelijkstroom.
Er zijn echter nog twee andere soorten 'hindernissen' die de elektrische stroom op zijn pad van hoge naar lage spanning kan tegenkomen. De ene vorm is de condensator en de andere de spoel (of zelfinductie); beide zijn belangrijke bouwstenen in de elektrotechniek. 
Wordt een gelijkspanning aangelegd over een condensator, dan komt voor korte tijd een stroom tot stand, die echter ophoudt zodra de condensator opgeladen is. Op lange termijn is de effectieve weerstand theoretisch gezien oneindig hoog. In de praktijk blijft er echter nog een kleine lekstroom lopen.
Wordt een gelijkspanning aangelegd over een spoel dan gebeurt er aanvankelijk vrijwel niets. De stroom komt maar langzaam op gang doordat er in de spoel eerst een magnetisch veld opgebouwd moet worden. Op lange termijn is de effectieve weerstand van de spoel nul. In de praktijk heeft een spoel ook enige 'koperdraadweerstand'.
Bij het aanleggen van wisselspanning kan er zowel bij de spoel als de condensator een wisselstroom doorgeleid worden, maar hoe groot de impedantie (zoals de 'hindernis' genoemd wordt) is, hangt af van de frequentie van de wisselspanning. Condensatoren hebben een kleine impedantie voor hoge frequenties, spoelen juist voor lage.
Met behulp van complexe getallen kan dit elegant beschreven worden. In feite geeft het complexe getal twee grootheden aan: het reële deel van de impedantie (R, met R positief) en het imaginaire deel van de impedantie (jX, X kan positief zijn: inductief, of negatief: capacitief). In de elektrotechniek wordt bij notatie van complexe getallen steeds het symbool {\displaystyle j} in plaats van {\displaystyle i} geschreven, dit om verwarring met het symbool voor stroomsterkte, {\displaystyle I} of {\displaystyle i(t)}, te voorkomen.

### De complexe impedantie
Bij een aangelegde wisselspanning in de vorm van een zuiver harmonisch signaal met hoekfrequentie ω kan de complexe impedantie van de diverse componenten bepaald worden. Er geldt:
| {\displaystyle Z_{\mathrm {R} }=R}                      | (voor een weerstand met weerstandswaarde R) |
| {\displaystyle Z_{\mathrm {L} }=j\omega L}              | (voor een spoel met zelfinductie L)         |
| {\displaystyle Z_{\mathrm {C} }={\frac {1}{j\omega C}}} | (voor een condensator met capaciteit C)     |
In de praktijk zal de impedantie van een component een combinatie zijn van deze mogelijkheden. 
Schrijft men de complexe impedantie Z als som van een reëel deel (R) en een imaginair deel (jX), dan noemt men R de weerstand en X de reactantie:
{\displaystyle Z=R+jX}
Om met deze impedanties te kunnen rekenen wordt de aangelegde spanning, die voor een bepaalde hoekfrequentie ω beschreven wordt door:
{\displaystyle U_{1}(t)=U_{\mathrm {1,max} }\cdot \cos(\omega t+\phi )} geschreven als:
{\displaystyle {\tilde {U}}_{1}(t)=U_{\mathrm {1,max} }\cdot \cos(\omega t+\phi )+j\cdot U_{\mathrm {1,max} }\cdot \sin(\omega t+\phi )=U_{\mathrm {max} }\cdot e^{j(\omega t+\phi )}}
Vervolgens worden de rekenregels voor complexe getallen toegepast om spanningen en stromen te berekenen. Dit gaat analoog aan de berekeningen volgens de wet van Ohm:
{\displaystyle {\tilde {U}}={\tilde {Z}}\cdot {\tilde {I}}}
Zo ook voor een spanningsdeler:
{\displaystyle {\tilde {U}}_{2}={\frac {{\tilde {Z}}\cdot {\tilde {U}}_{2}}{{\tilde {Z}}_{1}+{\tilde {Z}}_{2}}}}

Uiteindelijk wordt het resultaat weer teruggebracht tot de werkelijke beschrijving van het resulterende signaal, door te nemen:
{\displaystyle U_{2}(t)={\mathfrak {Re}}\left({\tilde {U}}_{2}(t)\right)}

### Rekenen met impedanties
In een serieschakeling van componenten worden, net als bij weerstanden, de impedanties opgeteld: 
{\displaystyle Z_{\mathrm {tot} }=\sum _{i}Z_{i}\,}
In een parallelschakeling van componenten worden, net als bij weerstanden, de admittanties opgeteld voor het totaal: 
{\displaystyle {\frac {1}{Z_{\mathrm {tot} }}}=\sum _{i}{\frac {1}{Z_{i}}}}
Daarbij moeten de rekenregels van de complexe wiskunde in acht genomen worden.
Voorbeeld
Een weerstand R, een zelfinductie L en een capaciteit C in serie levert een impedantie {\displaystyle Z=R+j\omega L+{\frac {1}{j\omega C}}=R+j\left(\omega L-{\frac {1}{\omega C}}\right)} op.

### Resonantie
Het imaginare deel, de reactantie, kan soms de waarde nul bereiken indien de zelfinductie en de capaciteit elkaar opheffen. Dit is het geval indien:
{\displaystyle \left(\omega L-{\frac {1}{\omega C}}\right)=0}
{\displaystyle \omega L={\frac {1}{\omega C}}}
{\displaystyle \omega ^{2}={\frac {1}{LC}}}
Voor een frequentie die hieraan voldoet treedt resonantie op. Een eenmaal op gang gebrachte wisselstroom van deze frequentie zal eindeloos door blijven lopen tenzij er een weerstandselement R is die de fluctuatie dempt. Het zenden en ontvangen van radiosignalen is op dit principe gebaseerd. De resonerende stroomkring kan namelijk gedempt worden door het afgeven van elektromagnetische golven van de resonantiefrequentie of juist deze golven absorberen.

### Fasehoek

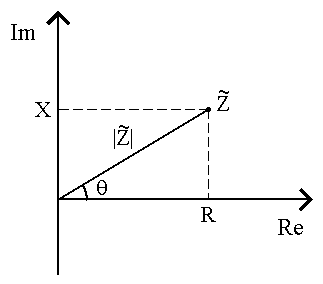
Grafische voorstelling van complexe impedantie

Indien de impedantie alleen uit weerstanden bestaat, bijvoorbeeld {\displaystyle Z=R} voor een enkele weerstand, dan is de stroom {\displaystyle I} in fase met de aangelegde spanning {\displaystyle V}, ongeacht de pulsatie ω. Zodra er echter ook capacitieve en/of inductieve elementen vervat zijn in {\displaystyle Z} is dit niet meer het geval. In zulke gevallen loopt de stroom ofwel voor ofwel achter bij de spanning. De fasehoek wordt bepaald door het argument van {\displaystyle Z}: 
{\displaystyle \arg Z=\theta =\arctan {\frac {\Im Z}{\Re Z}}}
Omdat in zowel ZL als ZC de frequentie voorkomt, is de fasehoek dus frequentie-afhankelijk.
De fasehoek geeft aan in welke mate de aangeboden elektrische energie omgezet wordt in en verloren gaat als warmte (dissipatie). Als de hoek nul is is dat effect het grootst. Bij fasehoeken van +90° of −90° gaat de energie niet verloren als warmte maar wordt in een magnetisch of elektrisch veld opgeslagen.

### Meerdere frequenties
Een willekeurig periodiek signaal - de aangelegde spanning - kan altijd als een som van sinusgolven beschreven worden (zie Fouriertransformatie). In een lineair systeem kan dan voor iedere frequentie afzonderlijk de eigen impedantie beschouwd worden en kan vervolgens het resultaat van alle frequentiecomponenten samen opgeteld worden.

### Differentiaalvergelijkingen
Voor zelfinducties en capaciteiten gelden de volgende differentiaalvergelijkingen.
Voor een spoel met zelfinductie L geldt bij aanleggen van een spanning U:
{\displaystyle {\frac {\operatorname {dI} }{\operatorname {d} t}}={U \over L}}
en voor een condensator met capaciteit C, die geladen wordt met een stroom I:
{\displaystyle {\frac {\operatorname {d} U}{\operatorname {d} t}}={I \over C}}

## Warmtestromen
Wanneer aan een voorwerp een hoeveelheid warmte ΔQ wordt toegevoegd, neemt de temperatuur toe met ΔT volgens:
{\displaystyle \Delta Q=C_{p}\cdot \Delta T},
waarin {\displaystyle C_{p}} de warmtecapaciteit van het voorwerp is.
Heerst tussen de uiteinden van een voorwerp een temperatuurverschil ΔT, dan wordt de warmtestroom Φ door het voorwerp beschreven door de 
wet van Newton:
{\displaystyle \Delta T=R\cdot \Phi },
waarin {\displaystyle R} de thermische weerstand voorstelt. 
De analogie met een condensator en de wet van Ohm ligt voor de hand. In geval van een periodiek wisselend temperatuurverschil zal dus analoog een complexe thermische impedantie ingevoerd kunnen worden. 
Net als bij elektrische schakelingen vertegenwoordigt het product {\displaystyle RC=\tau } een tijdsconstante, die de tijdschaal voorstelt waarop het voorwerp in staat is de temperatuurschommelingen te volgen.

## Visco-elasticiteit
Ook de beschrijving van mechanisch gedrag van materialen kan men drie elementen onderscheiden,
1. Een element dat vergelijkbaar is met de spoel of zelfinductie L, namelijk de traagheid of trage massa, ofwel het product van de dichtheid van het materiaal met zijn volume.
2. De viscositeit (stroperigheid), te vergelijken met de elektrische weerstand R.
3. De elasticiteit te vergelijken met de elektrische capaciteit C.

Tezamen beschrijven zij op een vergelijkbare wijze het (lineaire) mechanische gedrag van een materiaal, wanneer dit aan een mechanische trilling met frequentie ω wordt blootgesteld als hierboven het geval was voor een elektrische trilling. Een viskeus element (een demper) speelt dan de rol van een weerstand, terwijl een elastisch element (een veer) vergelijkbaar gedrag vertoont als een condensator. In de demper wordt mechanische energie naar warmte gedissipeerd, in de veer juist in potentiële energie opgeslagen.
In het visco-elastische geval schrijft men de belasting (spanning) en de vervorming (rek) als complexe exponenten zoals hierboven de spanning en de stroom. Men spreekt bij de verhouding tussen de twee echter eerder van de complexe modulus dan van de complexe impedantie. Helaas is de respons in dit geval veel eerder niet-lineair dan in het geval van een elektrisch signaal, waardoor het bij grotere vervormingen lang niet altijd mogelijk is om Fourieranalyse toe te passen.
Een goed voorbeeld van lineair gedrag waarbij alle drie de componenten een herkenbare rol spelen is een stemvork. De elastische vervorming vormt het capacitieve element C dat met de massa van de beide armen (het zelfinductieve, trage element L) een resonantie bij een enkele, zeer nauwkeurig bepaalde frequentie veroorzaakt. Eenzelfde stemvork vervaardigd van een materiaal van een andere dichtheid en elasticiteit zal daarom een andere toon produceren omdat beide elementen L en C dan een andere waarde hebben. Het derde element, de viscositeit of interne wrijving R is in het algemeen klein genoeg dat de stemvork lang blijft klinken, tenzij bijvoorbeeld met de vingers een externe wrijving aangebracht wordt die de stemvork dempt en het zwijgen oplegt.
Geheel analoog aan een resonerende stroomkring kan ook een stemvork golven uitzenden en dit is onderdeel van haar demping. In dit geval zijn dat geen elektromagnetische golven maar geluidsgolven. Een stemvork kan ook ontvangen, dat wil zeggen geluidsgolven oppikken mits zij precies van de juiste frequentie zijn. Bij sommige muziekinstrumenten wordt van dit verschijnsel gebruikgemaakt door het aanbrengen van zogenaamde resonantiesnaren.

## Akoestiek
Ook in de akoestiek kunnen dezelfde rekenregels toegepast worden voor de beschrijving van de wisselwerking tussen een geluidsgolf met frequentie ω en een oppervlak waar de golf mee in botsing komt. Hier is de impedantie van een oppervlak de verhouding tussen de momentane geluidsdruk p en de momentane deeltjessnelheid v. 
Ook hier kunnen de momentane druk p en momentane deeltjessnelheid v als complexe exponenten geschreven worden, zoals hierboven de spanning en de stroom. Uit de verhouding volgt een impedantie:
{\displaystyle Z={\frac {p}{v}}}
Deze akoestische impedantie is ook een complexe grootheid. Een elastische botsing met een hard oppervlak komt overeen met het geval van de elastische veer en de condensator hierboven, terwijl een zacht oppervlak ook een verliescomponent heeft die tot dissipatie van warmte leidt, vergelijkbaar met wat in een demper of een weerstand gebeurt. Hiermee is de akoestische impedantie een veralgemening van de geluidsabsorptie.
De beschrijving van de voortplanting van geluidsgolven in een vast materiaal is een bijzonder onderwerp uit de visco-elasticiteitsleer.